# Nadtěleso
Nadtěleso neboli tělesové rozšíření je pojem z oboru abstraktní algebry, kde je studován zejména v teorii těles. Pro dané těleso se jeho nadtělesy rozumí taková tělesa, které jej obsahují. Konstrukce tělesových rozšíření je jedním ze standardních nástrojů oboru, vznikají takto například podílová nadtělesa, kořenová nadtělesa nebo rozkladová nadtělesa.

## Formální definice
Nechť T je těleso. Pak pokud je K taková podmnožina nosiče T, která je uzavřená s ohledem na tělesové operace a inverze v T, pak je K spolu s restrikcí těchto operací podtěleso T a naopak T je nadtěleso K. Taková situace bývá značena T/K a slovy popisována: „T nad K (je tělesové rozšíření)“.

## Vlastnosti
Je-li T/K tělesové rozšíření, pak T může být také uvažováno jako vektorový prostor nad K. Prvky T hrají roli vektorů a prvky K hrají roli skalárů — sčítání vektorů a skalární násobení jsou pak přímo odrazem tělesovým operací. Dimenze tohoto vektorového prostoru se označuje jako stupeň tělesového rozšíření a značí [T : K].
Nadtěleso a podtěleso mají stejný neutrální prvek pro sčítání, neboli nulový prvek, a také stejný neutrální prvek pro násobení, neboli jednotkový prvek. Grupa (K,+) je podgrupou grupy (T,+) a násobicí grupa (K-{0},·) je podgrupou grupy (L-{0},·). Odpovídají si také inverzní prvky vzhledem ke sčítání i násobení.
Odtud také vyplývá, že T a K mají nutně stejnou charakteristiku.

## Příklady
Těleso komplexních čísel C je nadtělesem tělesa reálných čísel R a naopak R je nadtělesem tělesa racionálních čísel Q. Zjevně tedy také máme tělesové rozšíření C/Q.
Množina Q(√2) = {a + b√2 | a, b ∈ Q} spolu běžnými operacemi na reálných číslech je jiným příkladem tělesového rozšíření Q. Jde o rozšíření stupně 2, neboť jako jeho bázi coby vektorového prostoru nad Q lze použít množinu {1, √2}. Konečná rozšíření Q se nazývají algebraická číselná tělesa a jsou důležitá v teorii čísel.
Jiným rozšířením tělesa racionálních čísel jsou tělesa p-adických čísel.